# Luigi de' Medici di Ottajano
Luigi de' Medici di Ottajano (Napoli, 21 aprile 1759 – Madrid, 25 gennaio 1830) è stato un nobile, giurista e politico italiano, presidente del Consiglio dei ministri del Regno delle Due Sicilie. Visse e operò in alcuni fra i più convulsi periodi del Regno di Napoli. Attraversò la fine dell'attività riformatrice e la svolta conservatrice e illiberale dell'Acton, le vicende dell'effimera Repubblica Napoletana (1799), il Sanfedismo, la caduta del regno al di qua del Faro in mano ai Francesi e il ritiro della corte borbonica a Palermo sotto la protezione inglese (1806), la Restaurazione, la soppressione dell'Regno di Sicilia e infine la nascita del Regno delle Due Sicilie come entità politica unitaria nel 1816.

## Biografia
Figlio secondogenito di Michele, principe di Ottajano e duca di Sarno, e da Carmela Filomarino dei principi della Rocca, fu un membro del ramo cadetto mediceo dei Medici di Ottajano.
Nei primi anni del regno di Ferdinando IV di Napoli e III di Sicilia il de' Medici esercitò l'avvocatura a Napoli. Frequentò gli ambienti progressisti, fu amico di Gaetano Filangieri, Melchiorre Delfico e Mario Pagano e membro della Massoneria.
Nel 1783 divenne reggente della Gran Corte della Vicaria, incarico che gli conferì la guida della Polizia Urbana e della Corte Criminale più prestigiosa del Regno di Napoli, e che il de' Medici resse dal 1793 al 1795 e poi dal 1803 fino alla sua morte (1830). In tale veste, organizzò l'epurazione dei francesi nella capitale del Regno, decretata in occasione della guerra della prima coalizione.
"Primo accademico protettore" dell'Accademia di chimica e matematica fondata nel 1790 da Annibale Giordano e Carlo Lauberg, coinvolto nel febbraio 1795 nella repressione antigiacobina dell'Acton, venne imprigionato a Gaeta dove rimase fino al 1798 quando, in seguito al processo, la magistratura borbonica ne riconobbe l'innocenza. Rimase appartato durante il semestre della Repubblica Napoletana (1799), sebbene fosse nuovamente arrestato dai giacobini nell'aprile del 1799.
Liberato con la prima restaurazione borbonica, venne nuovamente arrestato con l'accusa di aver tentato di entrare nella giunta repubblicana, e liberato con l'indulto proclamato in seguito alla vittoria napoleonica di Marengo. Nel 1803 fu nominato dal Borbone Ferdinando presidente del consiglio delle finanze reali, succedendo al ministro delle finanze Francesco Seratti (il quale a sua volta era succeduto a Giuseppe Zurlo) e, nell'aprile 1804, fu nominato direttore della segreteria di Stato.
Con il nuovo arrivo dei francesi (1806), de' Medici fuggì con i Borbone in Sicilia. Nel 1811 andò in esilio a Londra, essendosi scontrato con il parlamento siciliano e con l'Acton.
Con la Restaurazione borbonica del 1815 Luigi de' Medici fu la figura più rappresentativa del nuovo governo. Fu ministro delle finanze, rappresentò le ragioni dei Borboni al congresso di Vienna e nel giugno 1816 fu nominato da Ferdinando presidente del Consiglio dei ministri. De' Medici gestì in modo discutibile la restaurazione nel Regno di Napoli, conservando in parte la legislazione francese (come l'abolizione delle feudalità) e la struttura e il ceto burocratico murattiana ("politica dell'amalgama)". Mise in atto l'annessione formale del regno di Sicilia, dando così origine al nuovo "Regno delle Due Sicilie" (dicembre 1816).
Durante il suo governo firmò il concordato fra la Santa Sede e il Regno delle Due Sicilie (febbraio 1818), ma mantenne un atteggiamento tollerante nei confronti dei liberali e del loro partito segreto, la Carboneria. Luigi Blanch, pur apprezzando l'atteggiamento antifeudale del de' Medici, lo accusava di aver consolidato l'influenza austriaca e della Curia romana sul regno di Napoli, rendendo inevitabili i moti del 1820.
De' Medici si trovò in difficoltà con lo scoppio dei moti costituzionali del 1820 e il 9 luglio 1820 dovette cedere la guida del governo. Nel marzo 1821, con l'intervento delle forze della Santa Alleanza che misero fine all'esperienza costituzionale, subentrò alla guida del governo Tommaso di Somma, marchese di Circello, il quale costituì un consiglio dei ministri caratterizzato dalla presenza del principe di Canosa, un intellettuale e politico reazionario, agli Interni.
Luigi de' Medici tornò alla presidenza del consiglio nel giugno 1822 per volontà del principe di Metternich che, allibito per la ferocia del Canosa, impose a Ferdinando I delle Due Sicilie il suo ritorno. Luigi de' Medici fu quindi ancora primo ministro fino al giorno della sua morte. Anche questa seconda esperienza governativa è giudicata complessivamente in modo positivo dagli storici per la relativa moderazione e la politica economica, tesa al risanamento delle finanze e al potenziamento della flotta mercantile del Reame. 
Poco prima di spirare a Madrid il 25 gennaio 1830, Luigi, espresse fermamente la volontà di essere sepolto nella terra dei suoi avi e della sua casata a Ottajano (ora Ottaviano). Le sue ultime volontà furono eseguite e tuttora riposa nella chiesa del SS.Rosario a Ottaviano.

## Ascendenza
|                                                                    |                                                     |                                                                 | Genitori                                                      |  |  | Nonni |  |  | Bisnonni                                          |  |  | Trisnonni                                     |  |
|                                                                    |                                                     |                                                                 |                                                               |  |  |       |  |  | Ottaviano de' Medici di Ottajano, I duca di Sarno |  |  | Giuseppe de' Medici, III principe di Ottajano |  |
|                                                                    |                                                     |                                                                 |                                                               |  |  |       |  |  | Ottaviano de' Medici di Ottajano, I duca di Sarno |  |  | Giuseppe de' Medici, III principe di Ottajano |  |
|                                                                    |                                                     | Andreana d'Avalos                                               |                                                               |  |  |       |  |  | Ottaviano de' Medici di Ottajano, I duca di Sarno |  |  |                                               |  |
| Giuseppe de' Medici, IV principe di Ottajano                       |                                                     |                                                                 |                                                               |  |  |       |  |  | Ottaviano de' Medici di Ottajano, I duca di Sarno |  |  |                                               |  |
|                                                                    |                                                     | Maria Teresa de Mari                                            | Carlo I de Mari, principe di Acquaviva                        |  |  |       |  |  |                                                   |  |  |                                               |  |
|                                                                    |                                                     | Maria Teresa de Mari                                            | Carlo I de Mari, principe di Acquaviva                        |  |  |       |  |  |                                                   |  |  |                                               |  |
|                                                                    |                                                     | Maria Teresa de Mari                                            | Gironima Doria                                                |  |  |       |  |  |                                                   |  |  |                                               |  |
| Michele de' Medici, V principe di Ottajano                         |                                                     | Maria Teresa de Mari                                            |                                                               |  |  |       |  |  |                                                   |  |  |                                               |  |
|                                                                    |                                                     | Gaetano Francesco Caetani, IX duca di Sermoneta                 | Filippo Caetani, IV principe di Caserta                       |  |  |       |  |  |                                                   |  |  |                                               |  |
|                                                                    |                                                     | Gaetano Francesco Caetani, IX duca di Sermoneta                 | Filippo Caetani, IV principe di Caserta                       |  |  |       |  |  |                                                   |  |  |                                               |  |
|                                                                    |                                                     | Gaetano Francesco Caetani, IX duca di Sermoneta                 | Topazia Caetani                                               |  |  |       |  |  |                                                   |  |  |                                               |  |
| Anna Caetani di Sermoneta                                          |                                                     | Gaetano Francesco Caetani, IX duca di Sermoneta                 |                                                               |  |  |       |  |  |                                                   |  |  |                                               |  |
|                                                                    |                                                     | Costanza Barberini                                              | Maffeo Barberini, II principe di Palestrina                   |  |  |       |  |  |                                                   |  |  |                                               |  |
|                                                                    |                                                     | Costanza Barberini                                              | Maffeo Barberini, II principe di Palestrina                   |  |  |       |  |  |                                                   |  |  |                                               |  |
|                                                                    |                                                     | Costanza Barberini                                              | Olimpia Giustiniani                                           |  |  |       |  |  |                                                   |  |  |                                               |  |
| Luigi de' Medici di Ottajano                                       |                                                     | Costanza Barberini                                              |                                                               |  |  |       |  |  |                                                   |  |  |                                               |  |
|                                                                    | Nicola Filomarino, VII principe della Rocca d'Aspro | Giovanni Battista I Filomarino, IV principe della Rocca d'Aspro |                                                               |  |  |       |  |  |                                                   |  |  |                                               |  |
|                                                                    | Nicola Filomarino, VII principe della Rocca d'Aspro | Giovanni Battista I Filomarino, IV principe della Rocca d'Aspro |                                                               |  |  |       |  |  |                                                   |  |  |                                               |  |
|                                                                    | Nicola Filomarino, VII principe della Rocca d'Aspro | Olimpia Montalto                                                |                                                               |  |  |       |  |  |                                                   |  |  |                                               |  |
| Giovanni Battista II Filomarino, VIII principe della Rocca d'Aspro | Nicola Filomarino, VII principe della Rocca d'Aspro |                                                                 |                                                               |  |  |       |  |  |                                                   |  |  |                                               |  |
|                                                                    |                                                     | Carmela di Sangro                                               | Fabrizio II di Sangro, II duca di Campolieto                  |  |  |       |  |  |                                                   |  |  |                                               |  |
|                                                                    |                                                     | Carmela di Sangro                                               | Fabrizio II di Sangro, II duca di Campolieto                  |  |  |       |  |  |                                                   |  |  |                                               |  |
|                                                                    |                                                     | Carmela di Sangro                                               | Anna Maria Carafa di Chiusano                                 |  |  |       |  |  |                                                   |  |  |                                               |  |
| Carmela Filomarino                                                 |                                                     | Carmela di Sangro                                               |                                                               |  |  |       |  |  |                                                   |  |  |                                               |  |
|                                                                    |                                                     | Marino Caracciolo, VI marchese di Sant'Eramo                    | Giambattista Caracciolo, V marchese di Sant'Eramo             |  |  |       |  |  |                                                   |  |  |                                               |  |
|                                                                    |                                                     | Marino Caracciolo, VI marchese di Sant'Eramo                    | Giambattista Caracciolo, V marchese di Sant'Eramo             |  |  |       |  |  |                                                   |  |  |                                               |  |
|                                                                    |                                                     | Marino Caracciolo, VI marchese di Sant'Eramo                    | Leocadia Cavaniglia                                           |  |  |       |  |  |                                                   |  |  |                                               |  |
| Vittoria Caracciolo di Sant'Eramo                                  |                                                     | Marino Caracciolo, VI marchese di Sant'Eramo                    |                                                               |  |  |       |  |  |                                                   |  |  |                                               |  |
|                                                                    |                                                     | Sancha d'Ayerbe d'Aragona e Trivulzio                           | Giuseppe d'Ayerbe d'Aragona e Guarini, II principe di Cassano |  |  |       |  |  |                                                   |  |  |                                               |  |
|                                                                    |                                                     | Sancha d'Ayerbe d'Aragona e Trivulzio                           | Giuseppe d'Ayerbe d'Aragona e Guarini, II principe di Cassano |  |  |       |  |  |                                                   |  |  |                                               |  |
|                                                                    |                                                     | Sancha d'Ayerbe d'Aragona e Trivulzio                           | Caterina Trivulzio                                            |  |  |       |  |  |                                                   |  |  |                                               |  |
|                                                                    |                                                     | Sancha d'Ayerbe d'Aragona e Trivulzio                           |                                                               |  |  |       |  |  |                                                   |  |  |                                               |  |

## Ministeri

### Primo ministero (1816-1820)
- Luigi de' Medici di Ottajano: Presidente del Consiglio dei ministri.
- Donato Antonio Tommasi, marchese di Casalicchio: Ministro Segretario di Stato degli Affari Interni (1816-1820) e Ministro Segretario di Stato di Grazia e Giustizia (1816-1820).
- Antonio Luigi Raffaele Capece Minutolo, principe di Canosa: Ministro Segretario di Stato della Polizia (fino al 1816).

### Secondo ministero (1822-1830)
- Luigi de' Medici: Presidente del consiglio dei ministri[7][8]
- Luigi de' Medici: Ministro degli affari esteri
- Girolamo Ruffo: Ministro di casa reale
- Donato Tommasi: Ministro di grazia, giustizia e degli affari ecclesiastici
- Luigi de' Medici: Ministro delle finanze
- Felice Amati: Ministro degli affari interni
- Antonio Ruffo della Scaletta: Ministro di guerra e marina
- Giuseppe Clery: Ministro della polizia generale; dal 1824 Nicola Intonti
- Carlo Avarna di Gualtieri: Ministro degli Affari di Sicilia